# الفتى العجوز (فلم 2003)
الفتى العجوز (بالكورية: 올드보이) فيلم غموض أثارة نوار-جديد كوري جنوبي من إخراج بارك تشان ووك. مقتبس من مانغا يابانية تحمل نفس الاسم. وهو ثاني فيلم في ثلاثية الانتقام.

## القصة

### ملخص القصة
أحداث الفيلم تدور حول «آو داي-سو» الذي يتم حبسه في غرفة فندق لمدة 15 عام دون معرفة الدافع خلف هذه العملية، بعد أن يتم الإفراج عنه يجد دايسو نفسه مجبراً على حل شبكة المؤامرة التي تحوم فوق رأسه ومعرفة هوية خاطفه بالإضافة إلى أهم الأمور وهو السبب خلف عملية الخطف في وقت يخطط فيه لانتقام سيكون شرساً لا محال.

### القصة كاملة
في عام 1988، تم القبض على رجل أعمال يدعى آو داي-سو بسبب السكر، لم يستطع حينها اللحاق بعيد ميلاد ابنته الرابع. بعد أن اصطحبه صديقه جو-هوان من مركز الشرطة، ذهبوا إلى كشك هاتف كي يتصل داي-سو بالبيت. بينما يتحدث جو-هوان مع زوجة داي-سو على الهاتف، يتم اختطاف داي-سو. يستيقظ داي-سو بعد ذلك ليجد نفسه في غرفة فندق مغلقة حيث يتم توصيل الطعام عبر الباب. بمشاهدة التلفاز، يعلم داي-سو أن زوجته قُتِلَت وهو المشتبه به الرئيسي. يمضي داي-سو وقتاً وهو يتدرب على الملاكمة، ويخطط للانتقام ويحاول الهروب من خلال حفر نفق من الجدار.
مرت خمس عشرة سنة منذ سجنه. إنه عام 2003 وقد بزغ قرن جديد. قبل أن ينطلق داي-سو للحرية، يتم تخديره وتنويمه تنويم مغناطيسي ليستيقظ على السطح وهو يرتدي بدلة. على السطح، يرى داي-سو رجلاً على الحافة يمسك كلباً، يريد القفز للانتحار. يخطو أمام وجه الرجل ويبقى قريباً منه بشكل غير مريح للتأكد من أنه لا يحلم. سأل الرجل داي-سو، «على الرغم من أنني لست أفضل من الحيوان، أليس لدي الحق في العيش؟» يروي داي-سو كل ما حدث له حتى الآن للرجل لأجل محاولة إخبار داي-سو عن سبب محاولته الانتحار. يترك داي-سو الرجل على السطح غير مكترث ليقفز مع الكلب. يختبر داي سو مهاراته القتالية على مجموعة من البلطجية الصغار. بعد ذلك، يعطيه متسول غامض المال وهاتف خلوي. يدخل داي-سو إلى مطعم سوشي حيث يلتقي بشيف تُدعى مي-دو، شيف صغيرة تعمل في المطعم. تقول مي-دو لـ داي-سو بأن وجهه مألوف وتمسك يده بطريقة غريبة. يتلقى داي-سو مكالمة هاتفية ساخرة من خاطفه، والذي يرفض شرح سبب سجنه. ينهار داي-سو ويُؤخذ من قبل مي-دو إلى منزلها. بعد أن يفوق ويتعافى، يهجم على مي-دو لممارسة الجنس لاختبار قدراته الجنسية لكن ترفض مي-دو وتقول بعدها أنها لا تستطيع ممارسة الجنس معه حالياً وهي لا تعرف عنه شيئاً. يحاول داي-سو العثور على ابنته وموقع سجنه. يكتشف فيما بعد أن ابنته تم تبنيها من قبل أشخاص سويديين، فيتخلى عن محاولة الاتصال بها إلي أن ينتقم من خاطفه. يجد داي-سو المطعم الصيني الذي صنع له الطعام وهو في السجن، ويجد السجن باتباع رجل التوصيل. إنه سجن خاص حيث يمكن للناس أن يدفعوا مقابل حبس الآخرين. يدخل داي-سو إلى السجن ويعذب السجان بارك، الذي لا يعرف هوية خاطفي داي-سو لكنه يكشف أن داي-سو تم سجنه بسبب «التحدث كثيراً». أثناء مغادرته السجن، يتعرض داي سو لهجوم من قبل عدد كبير من الحراس وطعن في ظهره بسكين لكنه تمكن من هزيمتهم جميعاً.
يتكلم داي-سو مع جو-هوان وهو صديقه القديم منذ المدرسة ليساعده في إيجاد من سجنه ومن يراقبه، يضعا قائمة كبيرة باسماء الأشخاص المشكوك حولهم ويقول جو-هوان لـ داي-سو بأنه مارس الجنس مع العديد من النساء المتزوجات، لذا من الصعب معرفة من انتقم ووضعه في السجن. في هذه الأثناء يشك داي-سو بـ مي-دو ويقوم بربطها ليسألها ماذا تريد منه ولماذا تقوم بمساعدته دون مقابل، يرن عليه جو-هوان ويخبره بمكان شقة من يراقبه فيكتشف أن الشقة في البناية المقابلة فيركض لهناك، فيجد شخص ثري يدعى لي وو-جين، يعترف بأنه من قام بسجنه لمدة 15 سنة ويعطيه إنذاراً: إذا اكتشف داي-سو الدافع لسجنه في غضون خمسة أيام، فإن وو-جين سيقتل نفسه عن طريق إيقاف جهاز تنظيم ضربات القلب في صدره. خلاف ذلك، سيقتل مي-دو. يصبح داي-سو ومي-دو حميمين، ويمارسان الجنس. يقطع وو-جين يد السجان بارك، وذلك باعتباره تهديد للسيد داي-سو، لما تسبب به داي-سو للسيد بارك وعصابته ولاعتقاد من وو-جين أن بارك وعصابته قد قاموا بتوحيد قواهم مع داي-سو. يذهب داي-سو لينزع أجهزة التنصت المُلصقه في نعاله. في هذه الأثناء، يحاول جو-هوان الاتصال بـ داي-سو للحصول على بعض المعلومات المهمة حول أخت وو-جين ولكن يتم قتله بواسطة وو-جين، الذي كان يلاحقه سراً بعد أن قام داي-سو بإزالة سماعات وو-جين الإلكترونية. يتذكر داي-سو في النهاية أنه ذهب مع وو-جين إلى نفس المدرسة الثانوية، وشهد وو-جين يرتكب سفاح القربى مع أخته. أخبر داي-سو جو-هوان بما رآه قبل مغادرته المدرسة، مما أدى إلى معرفة زملائه بالحدث. بدأت تنتشر الشائعات في المنطقة حول أخت وو-جين مما أدى إلى انتحارها في نهاية المطاف ولكن نكتشف أنها أنفقت مع أخيها وو-جين أن يرميها في النهر لأنها كانت حامل منه، مما دفع وو-جين المنكوب بالحزن إلى الانتقام. مرة أخرى في اليوم الحالي، داي-سو يغادر مي-دو مع السيد بارك وينطلق لمواجهة وو-جين.
في السقيفة وو-جين، يكشف وو-جين أن مي-دو هي ابنته (ابنة داي-سو). كان وو-جين قد نظم كل شيء باستخدام التنويم المغناطيسي لتوجيه داي-سو إلى مطعم السوشي، لترتيب لقاءهم ووقوعهم في الحب حتى يواجه داي-سو نفس ألم زنا المحارم الذي عاناه وو-جين. يحاول داي سو مهاجمة وو جين، لكن يقوم الحارس الشخصي لـ وو جين بضرب داي-سو ضرباً مبرحاً. باستخدام المقص كسلاح، يتمكن داي-سو من طعن الحارس الشخصي في أذنه، وصمّه. يحاول الحارس الشخصي الصم، الذي أصيب بجروح خطيرة وغاضب الآن، قتل داي سو. يتدخل وو جين، وهو غير قادر على إبعاده، ليطلق النار على حارسه الشخصي برأسه بمسدس من نوع Derringer. يكشف وو-جين أن السيد بارك لا يزال يعمل لصالحه وباع السيد بارك مبنى السجن الذي تم تجديده حديثاً مقابل قطع يده. يهدد وو-جين بقول الحقيقة لـ مي-دو، والذي تم احتجازها في سجن السيد بارك الجديد. يعتذر داي-سو على تورطه في وفاة أخت وو-جين ويذل نفسه بتقليد كلب ويقوم بلعق قدمه، ويتوسل له ألا يخبر مي-دو. عندما يضحك وو-جين من دون انطباع، يقطع داي-سو لسانه كعلامة على التكفير عن الذنب. يقبل وو-جين أخيراً اعتذار داي-سو ويخبر السيد بارك بإخفاء الحقيقة عن مي-دو. ثم يسقط وو-جين الجهاز الذي ادعى سابقاً أنه جهاز التحكم عن بعد إلى جهاز تنظيم ضربات القلب عمداً ويبدأ في المشي بهدوء نحو المصعد. يمسك داي-سو الجهاز ويفعله ليجد أنه في الواقع جهاز تحكم عن بعد لمكبرات الصوت في شقة وو-جين، والذي يبدأ في تشغيل تسجيل صوتي صريح لممارسة الجنس بين مي-دو وداي-سو. بينما ينهار داي-سو في يأس، يدخل وو-جين إلى المصعد ويسأل داي-سو إذا كان هو ومي-دو سيظلان يحبان بعضهما البعض كما كان هو وأخته. بعد دخول المصعد، يتذكر وو-جين موت أخته ويطلق النار على رأسه بالمسدس.
في الخاتمة، بعد فترة لم يكشف عنها، يجد داي-سو الفتاة التي قامت بالتنويم المغناطيسي له وهو في السجن لمحو معرفته بكون مي-دو ابنته، حتى يتمكنوا من البقاء سعداء معاً. لإقناع المنوم المغناطيسي، يكرر داي-سو الجملة التي سمعها من الرجل على السطح، وهي:«على الرغم من أنني لست أفضل من الحيوان، أليس لدي الحق في العيش؟». لذلك تبدأ في التنويم المغناطيسي لمحو ذكرياته، قائلة له أن داي-سو الذي يعرف الحقيقة سيبتعد. بعد ذلك، تجد مي-دو داي-سو وهو مستلقي على الثلج، ولا توجد عليه علامات من المنوم المغناطيسي، تاركاً الأمر غامضاً حتى لو قابلها داي-سو حقًا. تعترف مي-دو بحبها لـ داي-سو ويحتضن الاثنين. تنتشر ابتسامة عريضة على وجه داي-سو، ثم يتم استبدالها ببطء بمظهر من الألم.

## الممثلون

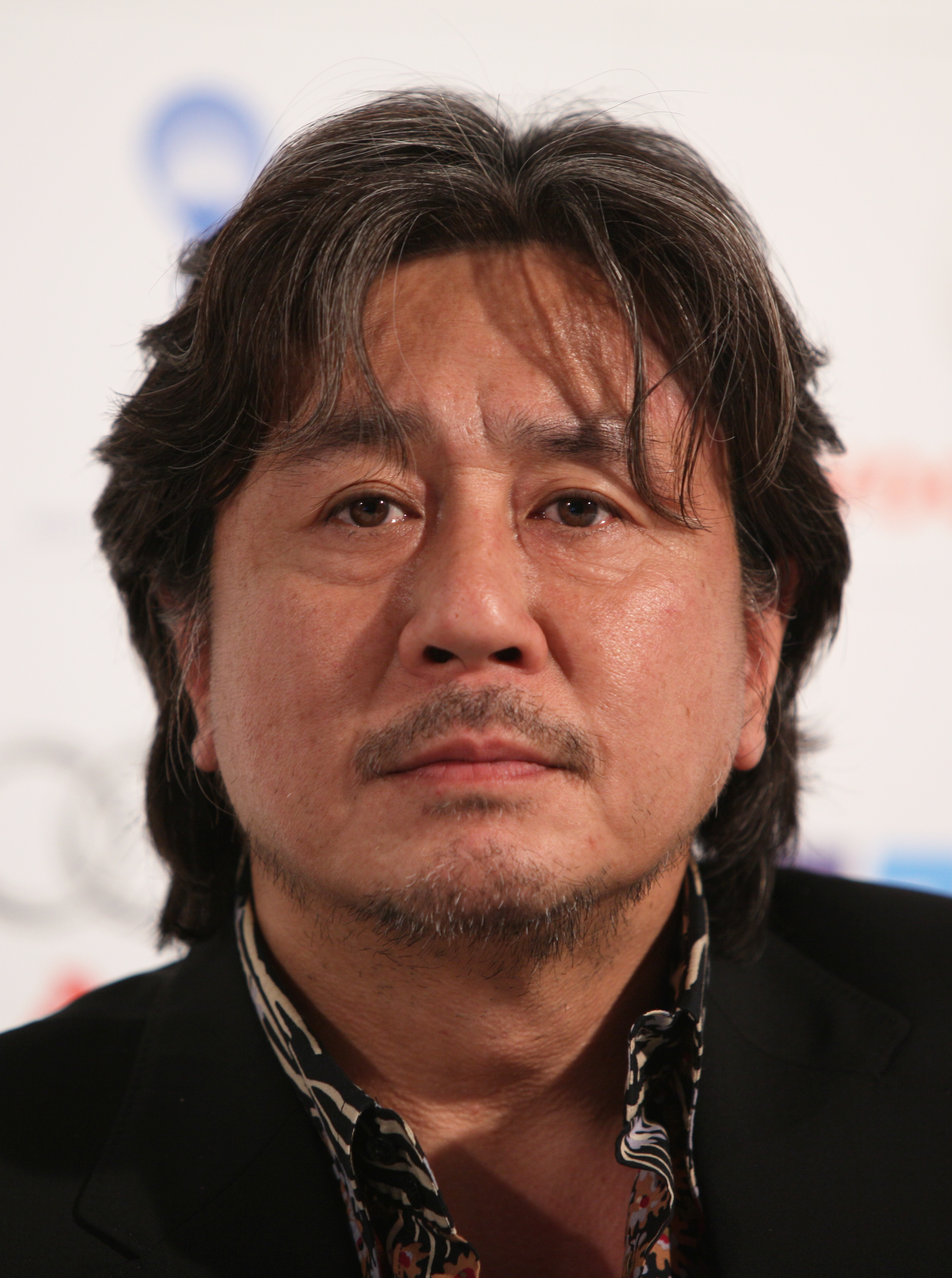
تشوي مين سيك لعب الدور الرئيسي في الفيلم باسم آو داي-سو.

- تشوي مين سيك بدور آو داي-سو؛ تم سجنه منذ حوالي 15 سنة. خسر تشوي مين-سيك واكتسب وزناً لدوره اعتماداً على جدول التصوير، وتدرب لمدة ستة أسابيع وقام بمعظم أعماله المثيرة.
  - أوه تاي كيونغ مثل دور داي-سو وهو شاب.
- يو جي-تاي بدور لي وو-جين: الرجل الذي يقف وراء سجن أوه داي-سو. كان اختيار بارك تشان-ووك المثالي لـ وو-جين هو الممثل هان سوك-كيو. اقترح تشوي يو جي-تاي لهذا الدور، على الرغم من أن بارك يعتقده دوراً صغير جداً في هذا الجزء.[1]
  - يو يون-سيوك مثل دور الشاب وو-جين.
- كانج هاي-جونج بدور مي-دو: اهتمام داي-سو بالحب.
- جي داي هان بدور جو-هوان: صديق داي سو وصاحب مقهى إنترنت.
  - إيل هان مثل دور جو-هوان وهو صغير.

كيم بيونغ-اوك مثل دور السيد هان: الحارس الشخصي لـ وو-جين.
- يون جين سيو بدور لي سو-آه، أخت وو-جين.
- أوه دال سو بدور بارك تشول وونج، مدير السجن الخاص.

## الجوائز
| قائمة الجوائز والترشيحات             | قائمة الجوائز والترشيحات                         | قائمة الجوائز والترشيحات             | قائمة الجوائز والترشيحات |
| المهرجان                             | الجائزة                                          | المستلم                              | النتجة                   |
| ------------------------------------ | ------------------------------------------------ | ------------------------------------ | ------------------------ |
| مهرجان آسيا والمحيط الهادئ السينمائي | أفضل مخرج                                        | بارك تشان ووك                        | فوز                      |
| مهرجان آسيا والمحيط الهادئ السينمائي | أفضل ممثل                                        | تشوي مين سيك                         | فوز                      |
| جمعية أوستن لنقاد السينما            | أفضل فيلم                                        | الفتى العجوز                         | رُشِّح                      |
| جمعية أوستن لنقاد السينما            | أفضل فيلم اجنبي                                  | الفتى العجوز                         | فوز                      |
| مهرجان بانكوك السينمائي الدولي       | أفضل فيلم                                        | الفتى العجوز                         | رُشِّح                      |
| مهرجان بانكوك السينمائي الدولي       | أفضل مخرج (مناصفة مع كريستوفر باراتير)           | بارك تشان ووك                        | فوز                      |
| جمعية نقاد السينما البلجيكية         | الجائزة الكبرى                                   | الفتى العجوز                         | فوز                      |
| مهرجان بيرغن السينمائي الدولي        | جائزة الجمهور                                    | الفتى العجوز                         | فوز                      |
| جوائز أفلام التنين الأزرق            | أفضل مخرج                                        | بارك تشان ووك                        | فوز                      |
| جوائز أفلام التنين الأزرق            | أفضل ممثل                                        | تشوي مين سيك                         | فوز                      |
| جوائز أفلام التنين الأزرق            | أفضل ممثل ثانوي                                  | كانج هاي-جونج                        | فوز                      |
| جوائز السينما المستقلة البريطانية    | أفضل فيلم اجنبي                                  | الفتى العجوز                         | فوز                      |
| مهرجان كان السينمائي                 | السعفة الذهبية                                   | الفتى العجوز                         | رُشِّح                      |
| مهرجان كان السينمائي                 | الجائزة الكبرى                                   | الفتى العجوز                         | فوز                      |
| جمعية شيكاغو لنقاد السينما           | أفضل فيلم اجنبي                                  | الفتى العجوز                         | رُشِّح                      |
| جائزة اختيار النقاد للأفلام          | أفضل فيلم اجنبي                                  | الفتى العجوز                         | رُشِّح                      |
| جوائز المخرج                         | أفضل مخرج                                        | بارك تشان ووك                        | فوز                      |
| جوائز المخرج                         | أفضل ممثل                                        | تشوي مين سيك                         | فوز                      |
| جوائز المخرج                         | أفضل منتج                                        | كيم دونغ جو                          | فوز                      |
| جوائز الأفلام الأوروبية              | أفضل فيلم غير اوربي                              | الفتى العجوز                         | رُشِّح                      |
| جوائز العرض الدعائي الذهبي           | أفضل اعلان لفلم اكشن اجنبي (مناصفة مع مقاطعة 13) | الفتى العجوز                         | فوز                      |
| جوائز الناقوس الكبرى                 | أفضل فيلم                                        | الفتى العجوز                         | رُشِّح                      |
| جوائز الناقوس الكبرى                 | أفضل مخرج                                        | بارك تشان ووك                        | فوز                      |
| جوائز الناقوس الكبرى                 | أفضل ممثل                                        | تشوي مين سيك                         | فوز                      |
| جوائز الناقوس الكبرى                 | أفضل ممثلة جديدة                                 | كانغ هي جونغ                         | رُشِّح                      |
| جوائز الناقوس الكبرى                 | أفضل اقتباس                                      | بارك تشان ووك                        | رُشِّح                      |
| جوائز الناقوس الكبرى                 | أفضل تصوير                                       | جونغ جونغ هون                        | رُشِّح                      |
| جوائز الناقوس الكبرى                 | أفضل تحرير                                       | كيم سانغ بام                         | فوز                      |
| جوائز الناقوس الكبرى                 | أفضل اخراج فني                                   | رو سونغ هي                           | رُشِّح                      |
| جوائز الناقوس الكبرى                 | أفضل اضائة                                       | بارك هون وون                         | فوز                      |
| جوائز الناقوس الكبرى                 | أفضل موسيقى                                      | جو يونغ ووك                          | فوز                      |
| جوائز الناقوس الكبرى                 | أفضل مؤثرات بصرية                                | لي جونغ هيونغ، شين جا هو، جونغ دو ان | رُشِّح                      |
| جائزة هونغ كونغ السينمائية           | أفضل فيلم اسيوي                                  | الفتى العجوز                         | فوز                      |
| جوائز الفيلم الكوري                  | أفضل فيلم                                        | الفتى العجوز                         | فوز                      |
| جوائز الفيلم الكوري                  | أفضل مخرج                                        | بارك تشان ووك                        | فوز                      |
| جوائز الفيلم الكوري                  | أفضل ممثل                                        | تشوي مين سيك                         | فوز                      |
| جوائز الفيلم الكوري                  | أفضل ممثلة                                       | كانغ هي جونغ                         | رُشِّح                      |
| جوائز الفيلم الكوري                  | أفضل ممثلة ثانوية                                | يون جين سون                          | رُشِّح                      |
| جوائز الفيلم الكوري                  | أفضل تصوير                                       | جونغ جونغ هون                        | رُشِّح                      |
| جوائز الفيلم الكوري                  | أفضل تحرير                                       | كيم سانغ بام                         | فوز                      |
| جوائز الفيلم الكوري                  | أفضل اخراج فني                                   | رو سونغ هي                           | رُشِّح                      |
| جوائز الفيلم الكوري                  | أفضل موسيقى                                      | جو يونغ ووك                          | فوز                      |
| جوائز الفيلم الكوري                  | أفضل صوت                                         |                                      | رُشِّح                      |
| جمعية نقاد السينما عبر الإنترنت      | أفضل فيلم اجنبي                                  | الفتى العجوز                         | رُشِّح                      |
| جائزة زحل                            | أفضل فيلم                                        | الفتى العجوز                         | فوز                      |
| جائزة زحل                            | جائزة الناقد جوزيه لويس                          | الفتى العجوز                         | فوز                      |
| مهرجان ستوكهولم السينمائي الدولي     | جائزة الجمهور                                    | الفتى العجوز                         | فوز                      |

## التصوير
كان من المفترض أن يستغرق تصوير الفيلم 45 يوماً ولكنه تخطى الجدول واستغرق 72 يوماً للتصوير وصور اغلب الفيلم في كوريا الجنوبية (سول، بوسان، سانتشونغ) وبعض مشاهد الشتاء في نيوزيلندا.

## الاصدار
صدر الفيلم لأول مرة في دور السينما في كوريا الجنوبية يوم 21 تشرين الثاني/نوفمبر 2003 وعرض على 170 شاشة، وباع 3,26 مليون تذكرة خلال شهرين فقط. وبعد حصوله على جائزة في مهرجان كان عرض في جميع انحاء العالم.

## روابط خارجية
- مقالات تستعمل روابط فنية بلا صلة مع ويكي بيانات